# Kukulcania arizonica
La araña de Arizona de agujero negro (Kukulcania arizonica) es una especie de araña araneomorfa de la familia Filistatidae. Como su nombre lo sugiere, se encuentra en Arizona, Estados Unidos. Es de color negro y una textura aterciopelada. Construye un tubo de seda en una grieta, a menudo en paredes, con hilos que irradia de la entrada. La hembra llega a medir alrededor de 13 mm de longitud y puede vivir durante varios años. El macho es diferente; tiene sus patas notablemente más largas y un cuerpo más delgado.